# Березуцький Олексій Володимирович
Олексі́й Володи́мирович Березу́цький (нар. 20 червня 1982, м. Москва, РРФСР) — російський футболіст та тренер. Головний тренер московського ЦСКА. Виступав на позиції захисника за московський ЦСКА та збірну Росії. Заслужений майстер спорту Росії (2005).

## Біографія

### Клубна кар'єра
Народився у Москві, де й почав займатися футболом у спортивній школі «Зміна» під керівництвом Володимира Лопандіна. Разом з Олексієм у «Зміні» займався і його брат-близнюк Василь, з яким у майбутньому вони стали партнерами по захисту у ЦСКА та збірній Росії. Однак захоплення футболом швидко пройшло, до того ж «Зміна» вилетіла з вищої ліги дитячо-юнацької першості й перспектив у цьому виді спорту хлопці для себе не бачили, тому вирішили зайнятися баскетболом. Вмовив їх продовжити заняття футболом Володимир Кобзєв, що запросив братів Березуцьких до школи московського «Торпедо».

У новому клубі у хлопців все одразу стало виходити — повз дублюючий склад вони почали залучатися до тренувань основної групи гравців «Торпедо-ЗИЛ» ще за півтора року до випуску з ДЮСШ. Тренер автозаводців Борис Ігнатьєв не часто випускав талановитих молодих гравців на поле, бо команда саме боролася за вихід до вищого дивізіону, проте саме завдяки цим рідким появам на полі вони могли осягнути усі особливості дорослого футболу. Вдалося виконати завдання з підвищення у класі торпедівцям лише через рік, проте після такого вдалого сезону футбольні шляхи братів на деякий час розійшлися.

На відміну від Василя, Олексій вирішив спробувати свої сили у іншому клубі і, незважаючи на пропозиції від багатьох іменитіших команд, обрав для подальшого продовження кар'єри новоросійський «Чорноморець». Сезон видався досить неоднозначним для новоросійців — з одного боку, команда єдиний раз у історії брала участь в єврокубкових матчах, а з іншого — за результатами чемпіонату Росії «Чорноморець» того року залишив вищу лігу. Однак до кінця року Олексій тут не дограв, отримавши запрошення від московського ЦСКА, де до нього через певний час приєднався і брат-близнюк.

Дебютував у футболці нової команди молодий захисник 8 травня 2002 року у матчі з московським «Торпедо», вийшовши на поле у стартовому складі. Перший сезон Олексія у ЦСКА пройшов під знаком адаптації до серйознішого рівня, а вже з наступного року трофеї посипалися на братів як з рогу достатку. Медалі чемпіонату Росії, Кубки, Суперкубки — без них не обходився жоден сезон починаючи з 2003 року. Проте найбільшим успіхом було завоювання Кубку УЄФА, що стало історичною подією для всього російського футболу.

Важко переоцінити вклад братів Березуцьких у турнірі успіхи ЦСКА. Близнюки водночас уособлюють собою міць та надійність армійського захисту, а також є прикладом відданості та вірності клубу.

### Виступи у збірній
Перейшовши до складу ЦСКА, Олексій через півроку отримав запрошення до молодіжної збірної Росії, у складі якої дебютував 7 вересня 2002 року у матчі зі збірною Ірландії (2:0).

У формі ж головної команди країни захисник вперше з'явився 12 лютого 2003 року у поєдинку з кіпріотами (1:0). За час виступів у національній команді Олексій жодного разу так і не вразив ворота суперників.

Бенефісом збірної Росії став Чемпіонат Європи 2008, де футболісти, серед яких був і Олексій Березуцький, здобули бронзові нагороди.

## Досягнення
Командні трофеї
- Чемпіон Росії (6):

ЦСКА (Москва):  2003, 2005, 2006, 2012–13, 2013–14, 2015–16
- Володар Кубка Росії (7):

ЦСКА (Москва):  2001–02,2004–05, 2005–06, 2007–08, 2008–09, 2010–11, 2012–13
- Володар Суперкубка Росії (6):

ЦСКА (Москва): 2004, 2006, 2007, 2009, 2013, 2014
- Володар Кубка УЄФА (1):

ЦСКА (Москва):  2004–05
Досягнення у збірній
- Бронзовий призер Чемпіонату Європи (2008)

Особисті здобутки
- Заслужений майстер спорту Росії (2005)
- Кавалер «Ордена Дружби» (2006)[1]
- У списках «33 найкращих футболістів чемпіонату Росії» (6): № 1 (2005, 2006, 2007); № 2 (2004, 2008); № 3 (2010)

## Цікаві факти
- Брати Березуцькі протистояли один-одному у офіційних матчах лише одного разу. Це сталося у 2001 році, коли Василь захищав кольори «Торпедо-ЗИЛ», а Олексій виступав за новоросійський «Чорноморець».
- Напередодні матчу-відповіді 1/8 фіналу Ліги Європи 2010/11 проти «Порту» на тренуванні сталася сутичка між Олексієм Березуцьким та легіонером ЦСКА Секу Олісе[2]. Бійка виникла в результаті жорсткого прийому, який застосував Березуцький проти ліберійського футболіста під час двосторонньої матчу.

## Сім'я
Брат — Олексій — професійний футболіст, грає у складі московського ЦСКА та збірної Росії.

Дружину Олексія звуть Джаміля. В кінці 2005 року у них народилася донька, яку назвали Альоною.